# Meconema thalassinum
Espèce
Meconema thalassinum, le Méconème tambourinaire, est une espèce d'insectes orthoptères de la famille de Tettigoniidae.

## Dénominations
Meconema thalassinum a été nommé par De Geer en 1773.
Synonyme : Meconema varium Fabricius, 1775.
Noms vernaculaires : Méconème tambourinaire, M. varié, Sauterelle des chênes.

## Distribution
Cette espèce est commune dans les régions arborées d'Europe occidentale.

## Description
Cette sauterelle, de couleur vert clair, a le corps long de 12 à 15 mm. L'arrière du pronotum porte deux taches brunes encadrant une ligne jaune médiane. Les ailes dépassent légèrement l'extrémité de l'abdomen; l'oviscapte de la femelle, en forme de sabre, atteint 9 mm; les deux cerques du mâle, grêles et recourbés en forme de pince atteignent 3 mm. Les fines antennes, très mobiles, mesurent environ 4 fois la longueur du corps.

## Habitat
Le Méconème tambourinaire est arboricole : il vit dans le feuillage des chênes, des tilleuls, aussi des parcs et des jardins, son mimétisme le rend difficile à observer.

## Comportement
Pendant le jour, il se dissimule sous la surface des feuilles, s'active la nuit, se nourrit uniquement d'insectes (dont des pucerons, des chenilles). Incapable de striduler, le mâle se fait entendre en tambourinant avec une patte postérieure sur une feuille par exemple, ce qui se traduit par une espèce de bourdonnement audible à un mètre environ. Souvent, il tambourine plusieurs fois de suite. La femelle pond ses œufs dans les crevasses des écorces.

## Galerie

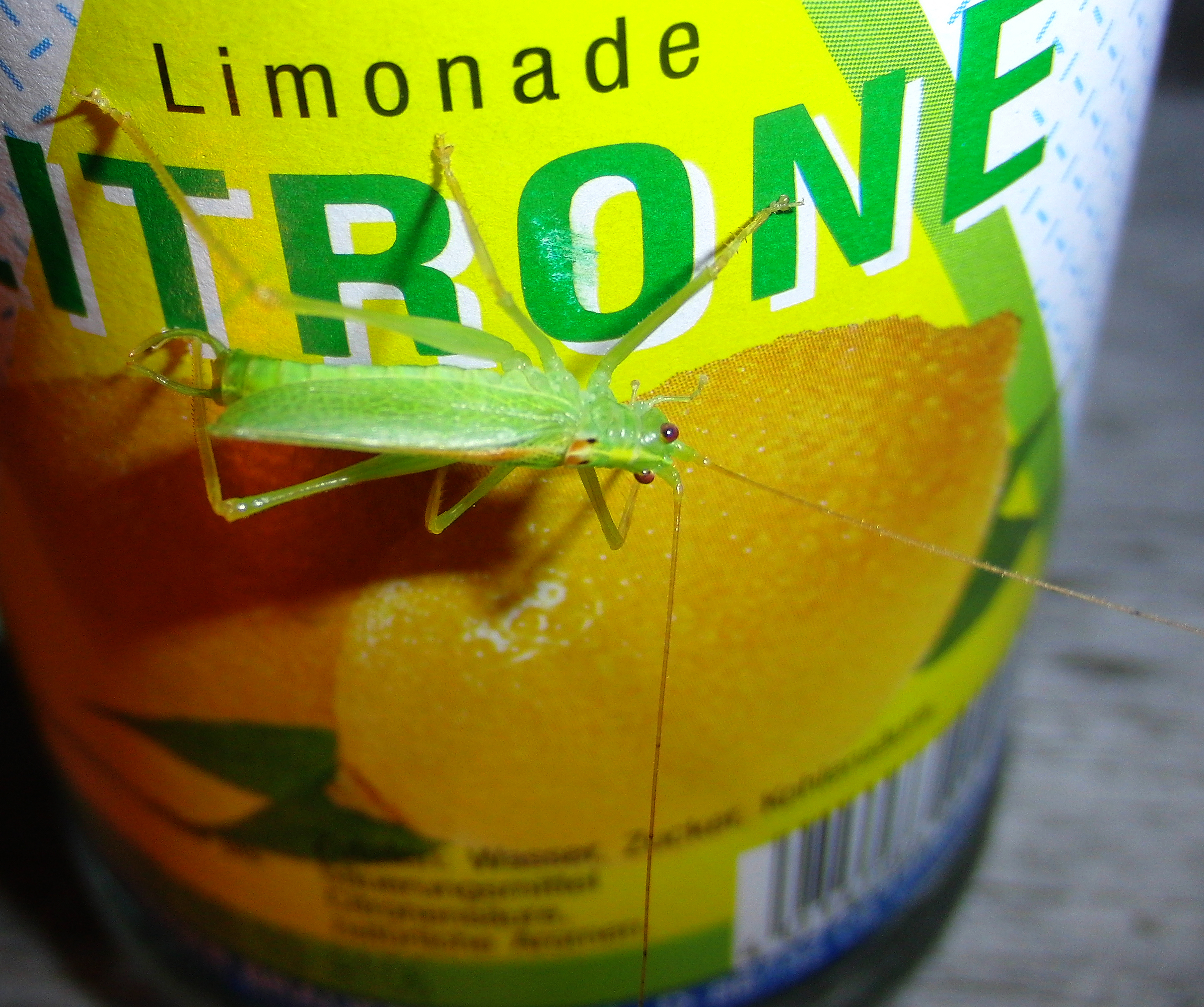
Meconema thalassinum - mâle

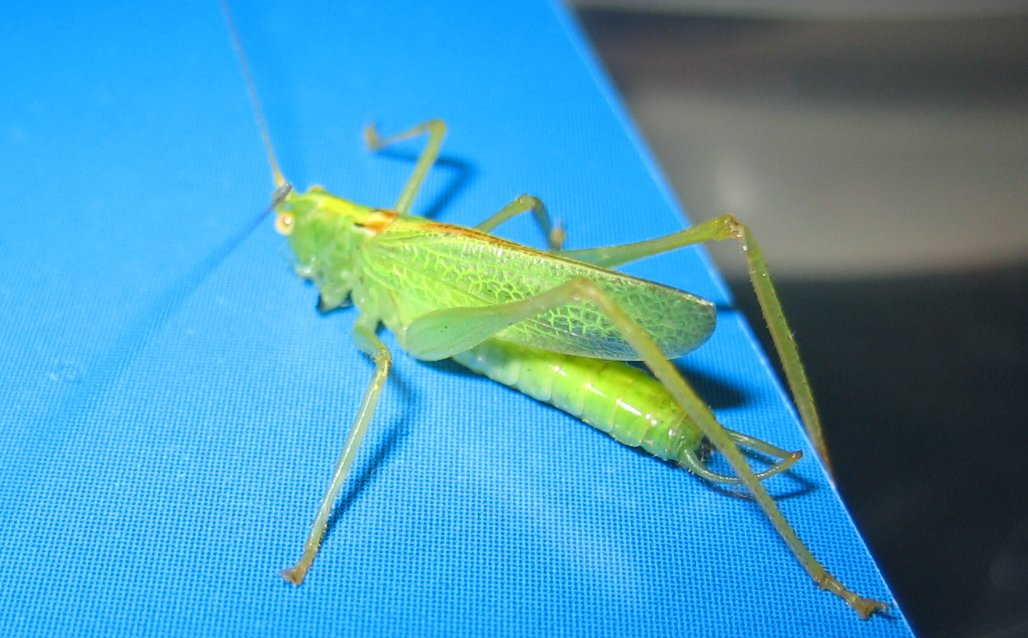
Meconema thalassinum - mâle

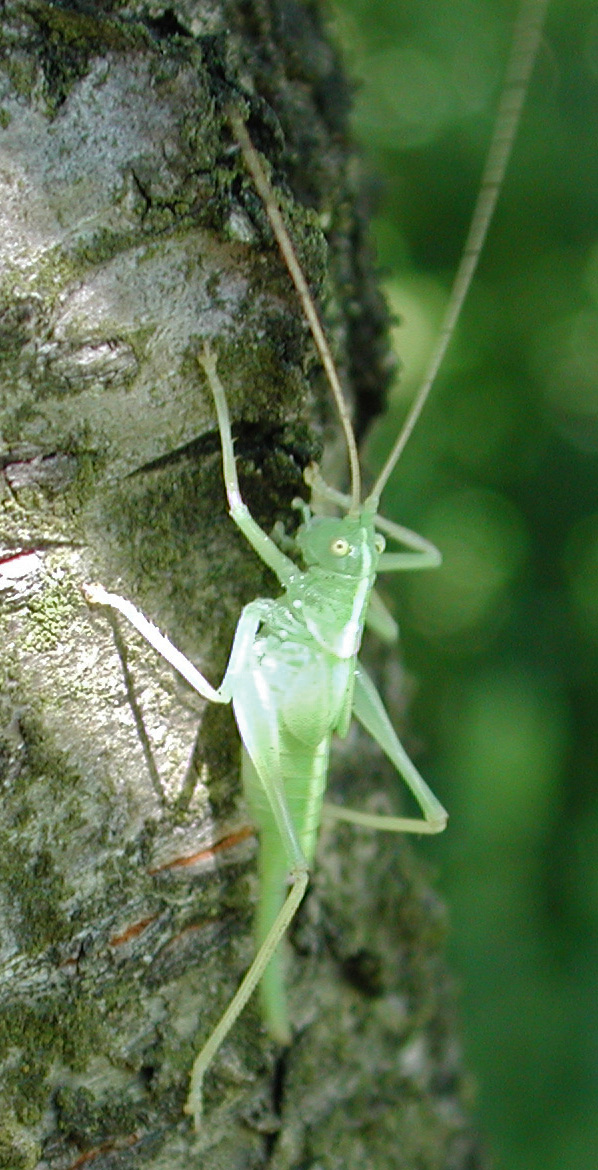
Meconema thalassinum - larve femelle, dans un jardin à Hambourg (Allemagne)